# Tina Femiano
Tina Femiano (Napoli, 6 gennaio 1943) è un'attrice italiana.

## Biografia
La sua attività è principalmente legata al teatro. Nel cinema è stata protagonista del film Giro di lune tra terra e mare di Giuseppe Maria Gaudino in concorso alla Mostra Cinematografica di Venezia ed ha preso parte a molti altri film. Nella televisione ha preso parte a diverse fiction, e ha avuto esperienze anche nel mondo del doppiaggio.

## Filmografia

### Cinema
- Da grande, regia di Franco Amurri (1987)
- I vesuviani, registi vari (1997)
- Io, tu e tua sorella, regia di Salvatore Porzio (1997)
- Giro di lune tra terra e mare, regia di Giuseppe M. Gaudino (1997)
- Il manoscritto di Van Hecken regia di Nicola De Rinaldo (1998)
- Teatro di guerra, regia di Mario Martone (1998)
- Per tutto il tempo che ci resta, regia di Vincenzo Terracciano (1998)
- Luna rossa, regia di Antonio Capuano (2001)
- Il mare, non c'è paragone, regia di Eduardo Tartaglia (2002)
- Legami di famiglia, regia di Pietro Sagliocco (2002)
- Ossidiana, regia di Silvana Maja (2002)
- Alla fine della notte, regia Salvatore Piscicelli (2003)
- Segui le ombre, regia di Lucio Gaudino (2004)
- Mater Natura, regia di Massimo Andrei (2005)
- Amore e libertà - Masaniello, regia di Angelo Antonucci (2006)
- Era giovane e aveva gli occhi chiari regia di Giovanni Mazzitelli (2018)
- In quel tempo,in quel posto. con Leo Gullotta 2022
- Vedi Napoli e poi ( non muori)  di Ferdinando Maddaloni

### Televisione
- Il conte di Montecristo (1998)
- Assunta Spina (2006)
- Incantesimo 10 (2007)
- Tutti pazzi per amore (2009)
- Distretto di Polizia, episodio 11x04 (2011)
- I bastardi di Pizzofalcone, episodio 1x02 (2017)

## Teatrografia
- Monologhi Eduardiani - Compagnia Sergio Bruni
- O miedeco d'e pazze di Eduardo Scarpetta, regia di Gigio Morra
- Liolà di Luigi Pirandello, regia di Scalfizzi
- L'altro figlio di Luigi Pirandello, regia di Riccardo de Luca
- Le serve di J. Genet, regia di Riccardo de Luca
- Scomparire a Tamatave, regia di Roberto Azzurro
- La camera buia di Tennessee Williams, regia di Riccardo de Luca
- Nel cuore della notte, regia di Maria Benoni
- Venacava, regia di Alina Narciso
- Eleonora Pimentel Fonseca, regia di Riccardo de Luca
- Treni di memorie, regia di Roberto Azzurro
- Il viaggio, regia di Walter Manfrè
- Virgina e sua zia, regia di Mario Gelardi
- Niente più niente al mondo di Massimo Carlotto, regia di Carlo Cerciello
- Corpi celesti, regia di Sandro Dionisio
- Il mio cuore nelle tue mani, regia di Mario Gelardi
- La fabbrica delle creature, regia di Roberto Azzurro
- Anime dannate da Eduardo e Pirandello, regia di Riccardo De Luca
- Semenzella, regia di Sandro Dionisio
- Colpo grosso, di Benedetto Casillo, regia di Benedetto Casillo
- Tempo che fu di Scioscia di Enzo Moscato
- Raccogliere e bruciare, regia di Enzo Moscato
- Personaecore, regia di Sandro Dionisio
- Il coro negato regia di Sandro Dionisio
- Lune e madonne regia di Riccardo de Luca
- Onora il padre regia di Giuseppe Miale di Mauro
- Che fine ha fatto Baby Jane? regia di Peppe Celentano
- L'ultimo scugnizzo regia di Gigi Savoia
- Per disgrazia ricevuta di Manlio Santanelli
- Amori criminali regia di Carmen Femiano